# 克羅夫蘭 (印地安納州)
克羅夫蘭（英語：Cloveland）是位於美國印地安納州克萊縣的一個非建制地區。該地的面積和人口皆未知。

## 地理
克羅夫蘭的座標為39°30′05″N 87°13′53″W / 39.50139°N 87.23139°W，而該地的平均海拔高度為185米（即607英尺）。